# Luca Hänni
Luca Hänni (Bern, 8. listopad 1994.) je švicarski pop pjevač.

## Rani život i karijera
Kako bi započeo s pjevačkom karijerom, 2012. se odlučio prijaviti u Deutschland sucht den Superstar i postao pobjednik tog natjecanja, te dotad najmlađi pobjednik. Kao nagradu dobio je ugovor s diskografskom kućom Universal Music Group, 500 tisuća eura i auto. 
U dosadašnjoj je karijeri objavio četiri albuma (My Name Is Luca (2012), Living the Dream (2013), Dance Until We Die (2014), When We Wake Up (2015)).
Godine 2017. prijavio se u njemački šou Dance Dance Dance, na kojem je kasnije pobijedio. 
Godine 2019., u Tel Avivu, na Pjesmi Eurovizije 2019. je predstavljao Švicarsku s pjesmom She Got Me i osvojio 4. mjesto.

## Vanjske poveznice
- Službena web stranica